# Igor Dżambazow
Igor Dżambazow (mac. Игор Џамбазов; ur. 15 lipca 1963 w Skopju) – macedoński piosenkarz, aktor i pisarz.

## Kariera muzyczna
Pochodzi z rodziny artystycznej. Syn dyrygenta i kompozytora Ałeksandara Dżambazowa i aktorki Ancze Dżambazowej. W 1975 założył zespół o nazwie Pop, który występował w garażach i na niewielkich scenach. W 1990 wszedł w skład zespołu Hawana, z którym nagrał trzy przeboje Daj mi, żiti swe..., Nema spas i Sztok mi, bejbi. Zespół wystąpił na scenie w dniu ogłoszenia niepodległości przez Republikę Macedonii. Wkrótce potem zespół ograniczył działalność artystyczną z powodu kłopotów finansowych.
Sukcesem zakończył się udział Dżambazowa w festiwalu MakFest w 1991, gdzie wystąpił z siostrami Koczowskimi i Johnem Apelgrinem, wykonując utwór Lubow zapej ni. W 1992 na tym samym festiwalu zdobył nagrodę publiczności za utwór Wreme za płaczenie. W 1994 wydał swój pierwszy album solowy Greatest Hits, nagrany w studiu ROSS. Na płycie znalazły się oryginalne utwory Dżambazowa, a także cover utworu Dancing in the Street Micka Jaggera i Davida Bowiego.
W 1971 zadebiutował na dużym ekranie rolą w filmie Makedonski deł od pekołot. Zagrał w 12 filmach i serialach telewizyjnych. Wydał także pięć powieści.

## Filmografia
- 1971: Makedonskiot deł od pekołot jako Trajcze
- 1975: Wołszebnoto samarcze jako Trajcze
- 1986: Sonce na dłanka
- 1986: Kliment Ohridski jako Pahomij
- 1987: Dewojkite na Marko
- 1987: Ucziliszte za kłownowi
- 1988: Wikend na mrtowci jako Władimir Spirkowski
- 1991: Makedonija može jako Igor
- 1997: Aleja snajperów jako Jacket
- 1998: Żegnaj XX wieku
- 2002: Noḱta sproti Sweti Wasilij
- 2009: Nasza Mała Klinika jako Simeon Mecka

## Twórczość literacka
- Goł czowek
- Priracznik za Anti Antiałkoholiczari
- Prikazni od Mjaukedonija
- Obłeczen czowek
- Umren czowek